# 黒木博
黒木 博（くろき ひろし、1907年2月10日 - 2001年12月24日）は、日本の政治家。宮崎県知事。宮崎県宮崎市出身。宮崎県立高鍋農学校（現・宮崎県立高鍋農業高等学校）、宇都宮高等農林学校（現・宇都宮大学）卒。

## 概要
宇都宮高等農林学校卒業後、宮崎県庁に入庁。農林大臣秘書官、県副知事などを務めた後、県知事選挙に出馬し当選。
以来、約20年間で通算6期連続当選したが、6期目の当選後まもなくトンネル工事に絡んだ3000万円の賄賂を受け取った容疑で1979年に逮捕され、辞職した（黒木事件）。一審では有罪判決が下ったが、二審で逆転無罪判決、後に無罪が確定した。ただし、裁判では賄賂性は否定されたものの建設業界から3000万円を授受したことと3000万円の使途に関する黒木の供述は信用できないことは認定された。事件が話題となる中、「真実は一つ」と発言した。
災害に強い品種の開発やSAP（農業繁栄のための学修活動）を提唱するなどして現在の農業県の地位を確立させたこと、景観・環境にいち早く目をつけ条例を制定し岩切章太郎とともに宮崎を一大観光地に育てたことが主な実績である。
アジアのノーベル賞といわれるマグサイサイ賞や勲一等瑞宝章を受章した。
2001年12月24日午前8時半、肺炎のため宮崎市内の病院で死去。

## 経歴
- 1927年 - 宮崎県庁入庁
- 1948年 - 宮崎県民政労働部長
- 1951年 - 農林大臣秘書官
- 1955年 - 宮崎県総務部長
- 1955年 - 宮崎県副知事
- 1959年 - 宮崎県知事選挙に初当選
- 1979年6月8日 - 6期目当選後まもなく、受託収賄の疑いで逮捕[2]され辞職
- 1988年 - 無罪確定
- 1991年 - 勲一等瑞宝章受章[3]